# Dennis Ferrer
Dennis Ferrer er en amerikansk dj og producer fra New York. 